# Saint-Marin
Cet article possède un paronyme, voir Saint-Martin.
République de Saint-Marin
(it) Repubblica di San Marino 
Saint-Marin, en forme longue la république de Saint-Marin,,,, aussi appelée sérénissime république de Saint-Marin (italien : San Marino‚ prononcé /san.maˈri.nɔ/, Repubblica di San Marino et Serenissima Repubblica di San Marino), est un micro-État européen enclavé à l'intérieur de l'Italie. C'est le troisième plus petit État d'Europe après le Vatican et Monaco, et le cinquième au monde après ces deux mêmes États, Nauru et Tuvalu. C’est aussi la plus ancienne république au monde existant de manière continue jusqu'à aujourd'hui, avec un système constitutionnel qui remonte au XVIe siècle.
Il est enclavé à l'intérieur de l'Italie, entre l'Émilie-Romagne et les Marches. En août 2020, le pays comptait 33 630 habitants dont 5 579 étrangers. Il y a 13 842 Saint-Marinais résidant à l'étranger. La République fait partie intégrante de la région historique du Montefeltro.

## Histoire
Selon la légende locale, vers l’an 300, un modeste tailleur de pierres nommé Marinus aurait quitté son île natale d'Arborea en Dalmatie pour s’installer dans la ville de Rimini en tant que maçon. Avant même que la grande vague de persécutions contre les chrétiens lancée par l’empereur Dioclétien en 303 n'eût commencé, le pieux Marinus prit la fuite et se réfugia sur le mont Titano situé à proximité. Un nombre grandissant de persécutés vinrent le rejoindre et établirent ainsi sur le Titano une communauté chrétienne. La date officielle de naissance de cette communauté est aujourd’hui conventionnellement fixée au 3 septembre 301.
En 313, à la suite de l'édit de tolérance de Constantin et de la fin des persécutions, saint Marin fut ordonné diacre par l'évêque de Rimini. Une patricienne romaine convertie au christianisme du nom de Donna Felicissima lui fit par ailleurs don du mont Titano, dont elle détenait jusque-là la propriété.
L'établissement définitif de la communauté de Saint-Marin est symbolisé par la mort de son fondateur à l’automne de l'an 366, et surtout par ses derniers mots : « Relinquo vos liberos ab utroque homine » (« Je vous laisse libres des autres hommes »).
Vers l'an 1200, l'accroissement continuel de la population avait fini par rendre nécessaire une expansion territoriale. L'achat de châteaux voisins et de leurs dépendances fut effectué à deux reprises. Peu de temps auparavant, Saint-Marin était devenue une cité-république à part entière dotée de son propre code juridique. Le plus ancien des codes ayant pu être conservé date de l’an 1295. Au cours des trois siècles suivants, les lois saint-marinaises furent constamment précisées et mises à jour dans de nouvelles versions : le sixième et dernier code, publié le 21 septembre 1600, est constitué de pas moins de six tomes et de 314 rubriques.
Dès cette époque, la république comptait pour sa protection sur une armée parfaitement formée et organisée dans laquelle tout homme âgé de 14 à 60 ans était susceptible de servir en cas de conflit. À partir de 1243, la coutume fut prise d’élire deux capitaines-régents à la tête de la cité pour un mandat de six mois, une pratique encore en usage aujourd’hui.

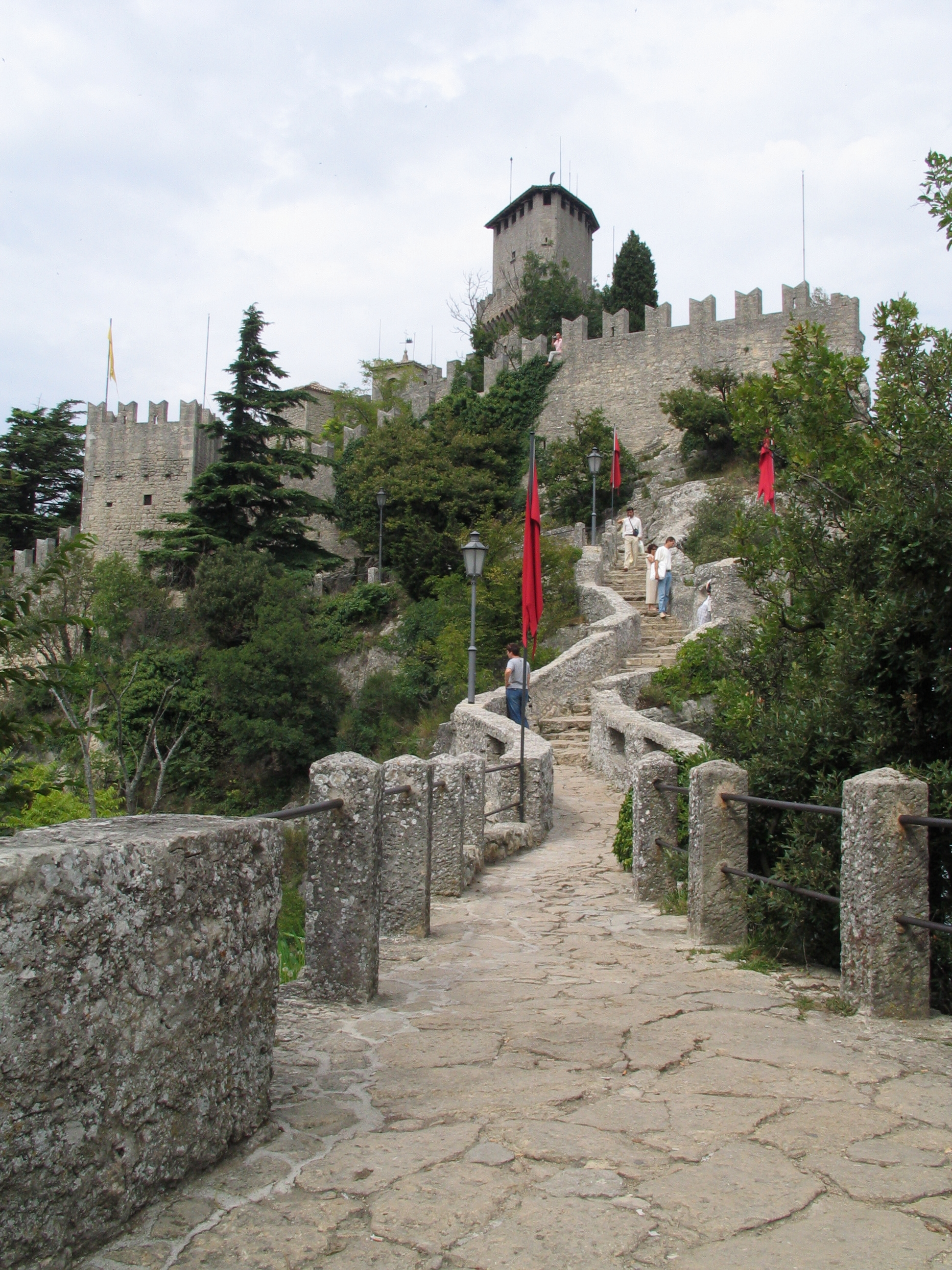
Le Rocca o Guaita, un des châteaux de Saint-Marin.

La deuxième moitié du XIIIe siècle fut une période difficile pour la cité. La république de Rimini, d'obédience guelfe et alors sous la domination de la famille Malatesta, tenta de prendre le contrôle de Saint-Marin : seule une alliance contractée avec le gibelin comte d’Urbin Guy Ier de Montefeltro, puis son fils Frédéric Ier, permit de contrecarrer ce projet au bout de plusieurs années de combats qui ne s'achevèrent qu’en 1299. Cette victoire ne mit cependant pas un terme aux tentatives d'annexion visant la ville. Dès 1291, un ecclésiastique nommé Teodorico tenta de soumettre les Saint-Marinais au pape et à l’impôt : une longue dispute juridique s’ensuivit et fut résolue par un célèbre homme de droit et érudit originaire de Rimini, Palamède, qui trancha en faveur de Saint-Marin. À peine cinq ans plus tard en 1296, ce fut la famille Feretrani qui tenta de revendiquer ce territoire mais sans succès : un nouveau jugement de Palamède, communiqué par ailleurs au pape Boniface VIII, établit cette fois clairement la souveraineté pleine et entière des Saint-Marinais.

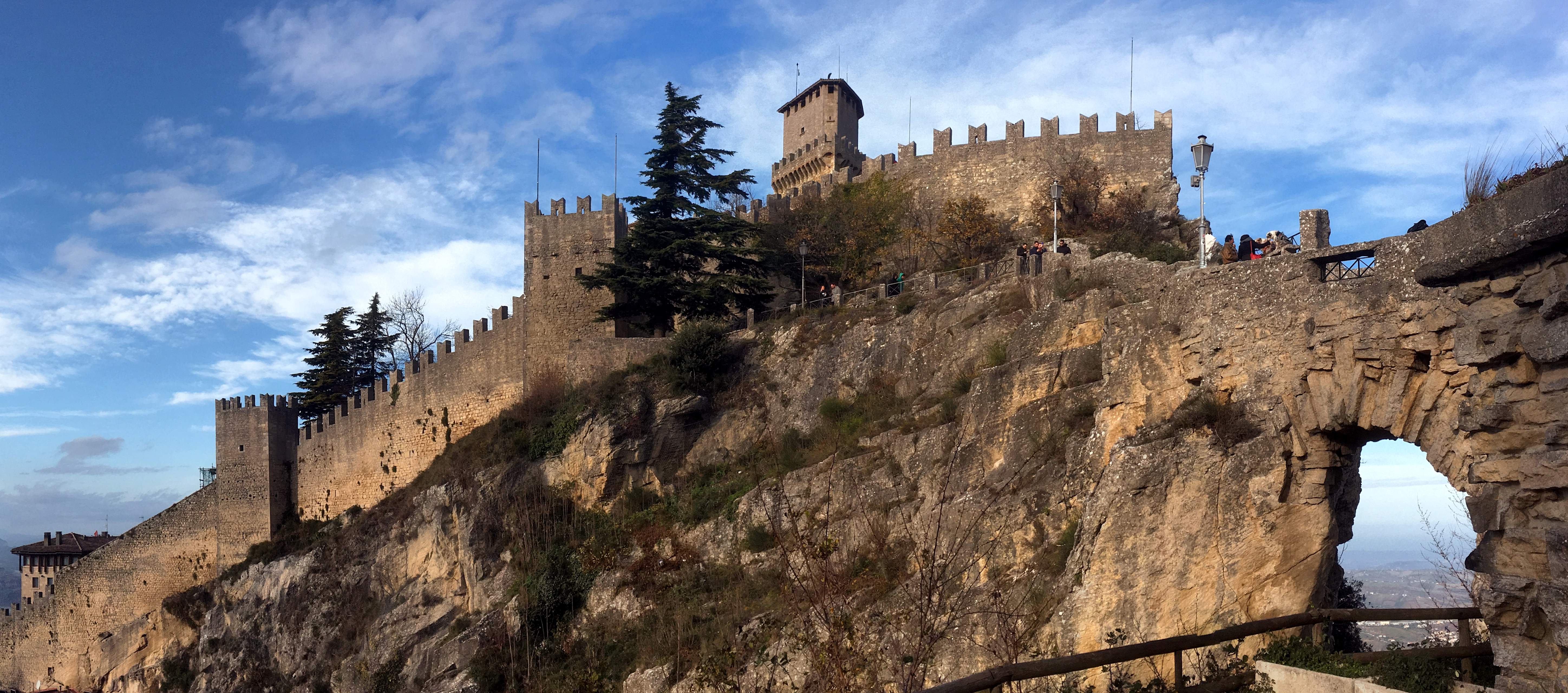
Vue du mur défensif protégeant la forteresse de Guaita.

Le conflit séculaire opposant la petite république à la famille Malatesta se termina en 1463 par la victoire de Saint-Marin, à l'issue de laquelle le pape Pie II attribua à la République les trois seigneuries de Fiorentino, Montegiardino et Serravalle. L’année suivante, la seigneurie voisine de Faetano fut volontaire pour intégrer à son tour la communauté saint-marinaise : cet épisode constitue à la fois la dernière guerre et la dernière expansion territoriale de Saint-Marin. César Borgia, le célèbre duc de Valentinois et fils du pape Alexandre VI, a certes envahi Saint-Marin en 1503 pour y imposer sa domination autoritaire ; néanmoins, cette occupation fut de courte durée : l'armée de Borgia fut anéantie lors d’une révolte du duché d’Urbin à laquelle participèrent d'ailleurs quelques Saint-Marinais. La République abrita une petite communauté juive, forte d'une cinquantaine de personnes, jusqu'à la fin des années 1670. La communauté était organisée autour du banquier, qui favorisait la venue d'autres Juifs, commerçants, orfèvres ou encore merciers. Si la petite communauté était concentrée dans une rue, la « Contrada Santa Croce » surnommée aujourd'hui encore le « ghetto », les Juifs de Saint-Marin, au contraire de leurs coreligionnaires des Marches, ne furent jamais reclus dans un ghetto.

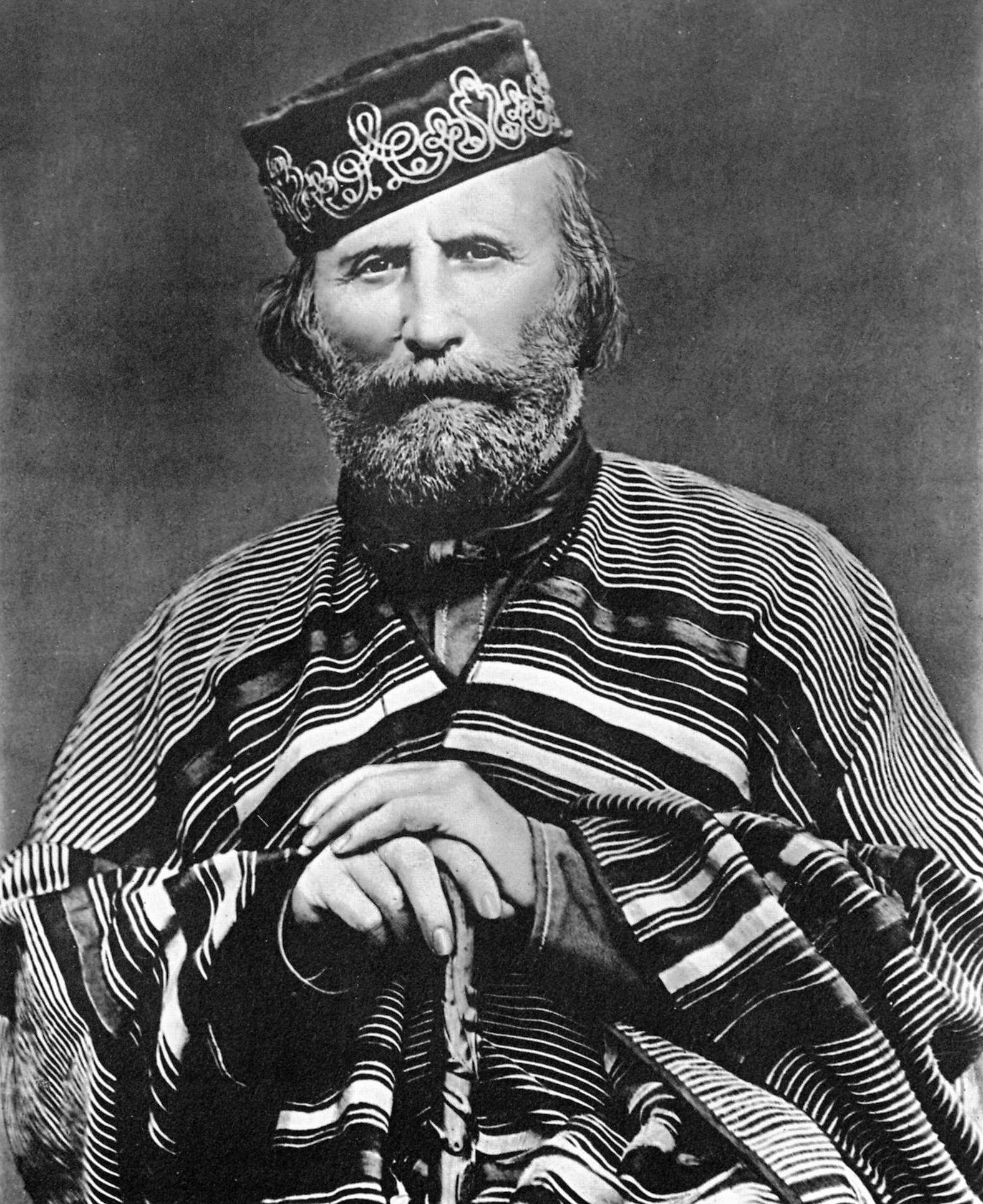
Giuseppe Garibaldi a trouvé refuge à Saint-Marin, dont il a obtenu la citoyenneté.

Bonaparte, au cours de la campagne d'Italie (1796-1797), aurait donné l'ordre à ses troupes de s’arrêter aux frontières de Saint-Marin et de ne pas les franchir — le futur empereur était un grand admirateur de ce petit État qui n’avait jamais fait acte de soumission à quiconque. Il avait été conquis par les idéaux de liberté et d'humanité célébrés dans les institutions de Saint-Marin et a témoigné de sa valeur culturelle dans une lettre à Gaspard Monge, scientifique et commissaire du gouvernement français pour les sciences et les arts qui était à l'époque en poste en Italie.

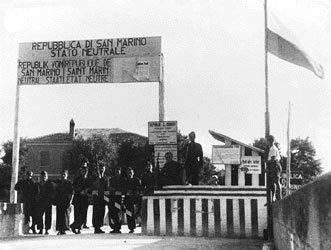
La neutralité de Saint-Marin pendant la Seconde Guerre mondiale.

Le pays a la particularité d'avoir été le premier pays d'Europe de l'Ouest à avoir un gouvernement communiste : entre 1945 et 1957, le Parti communiste saint-marinais gouverna en coalition avec le Parti socialiste saint-marinais. Saint-Marin est ainsi le premier pays au monde dans lequel un parti communiste est arrivé au pouvoir à la suite d’élections libres. Une nouvelle coalition dominée par les communistes — alliés cette fois à un autre parti socialiste minoritaire — gouverna entre 1978 et 1986, date à laquelle les communistes constituèrent un gouvernement avec leurs adversaires traditionnels du Parti démocrate-chrétien, qui étaient cette fois majoritaires. En 1990, le Parti communiste, imitant le Parti communiste italien, abandonna l'idéologie marxiste-léniniste et se rebaptisa « Parti progressiste démocrate ».
Saint-Marin est devenu en 1988 un membre du Conseil de l'Europe, et a adhéré en 1992 à l’Organisation des Nations unies.
La pandémie de Covid-19 touche particulièrement Saint-Marin dès mars 2020 qui se trouve, au 16 avril 2021, être l'un des pays avec le plus de victimes par rapport à sa population.
Le 31 août 2022, le gouvernement de Saint-Marin a voté en faveur de la légalisation de l'avortement.

## Politique

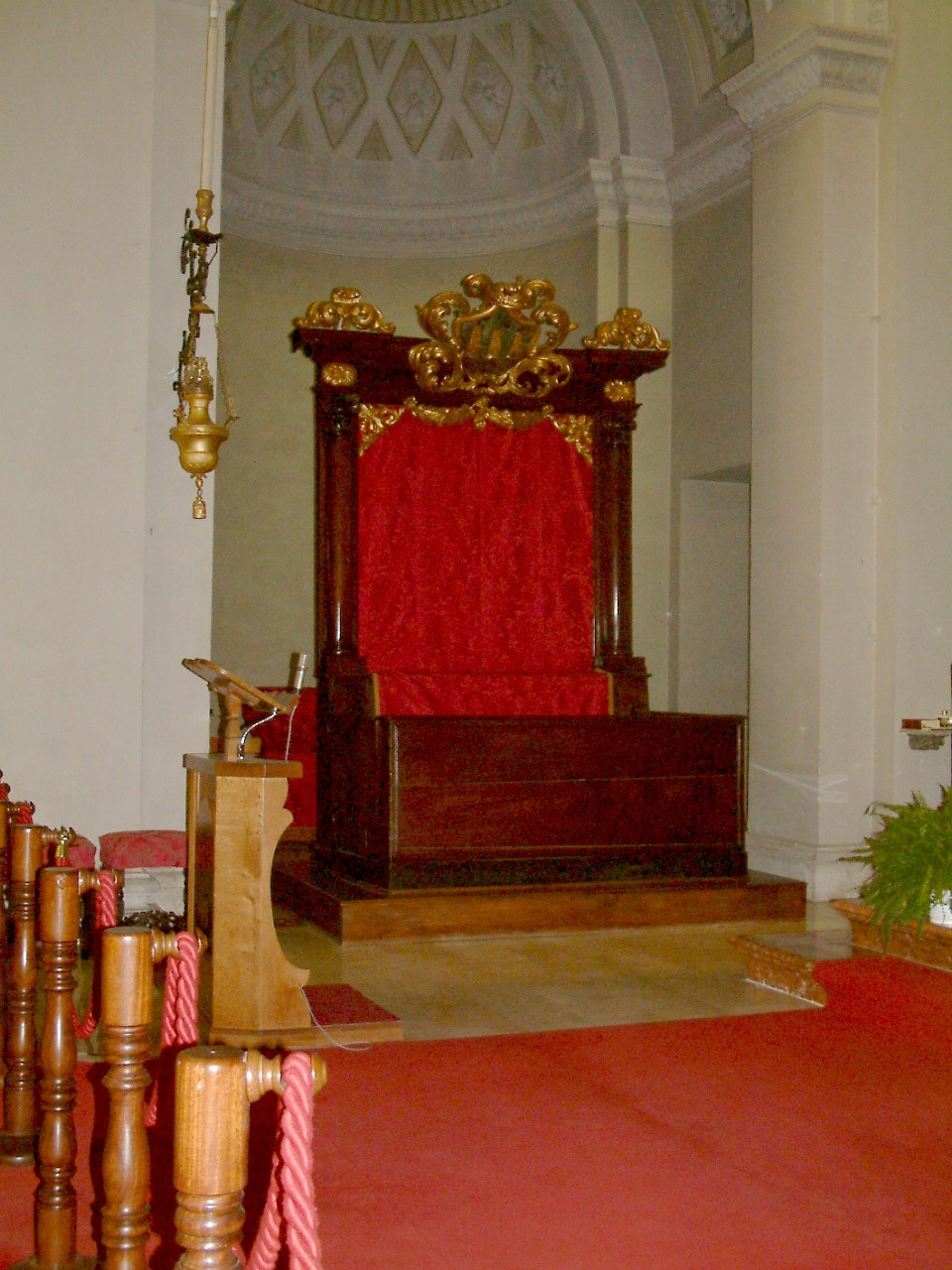
Le trône des deux capitaines-régents dans la basilique de Saint-Marin.

Saint-Marin est un État indépendant, et la plus ancienne république du monde ayant continuellement existé depuis sa création. Sa Constitution, qui date de 1600, est la plus ancienne constitution encore en vigueur de nos jours.
Le pouvoir législatif revient au Grand Conseil général (Consiglio Grande e Generale) dont les soixante membres sont élus par les citoyens tous les cinq ans. Le Conseil approuve le budget de l’État et nomme les deux capitaines-régents. Ces derniers sont concurremment chefs de l’État et dirigent le Congrès d’État (Congresso di Stato) : ils restent six mois en fonction, et sont nommés solennellement deux fois par an le 1er avril et le 1er octobre. Cependant, ils peuvent être élus pour un deuxième mandat bien que cela n’arrive que très rarement. Certains ont à nouveau occupé ce poste après un certain laps de temps. Les deux capitaines-régents parlent d’une seule voix...
Le Congrès d’État, dirigé par les capitaines-régents, détient le pouvoir exécutif. Il est composé de dix secrétaires d’État (Segretari di Stato).
Le « Conseil des Douze » (Consiglio dei XII) est élu par le Grand Conseil général pour toute la durée de la législature. Il constitue le sommet de la juridiction administrative et la plus haute instance juridique de la République.
Le capitaine-régent, le Grand Conseil général, le Conseil des Douze et le Congrès d’État siègent en un même lieu : le palais public de Saint-Marin.
L'Arengo était autrefois une institution médiévale regroupant tous les chefs de famille, mais ses prérogatives ont depuis été transférées au Consiglio Grande e Generale. On désigne désormais sous le nom d'Arengo l'ensemble des Saint-Marinais disposant du droit de vote. Les citoyens sont convoqués deux fois par an au Conseil, le dimanche suivant l’entrée en fonction des capitaines-régents, et peuvent ainsi soumettre des questions d’intérêt public à leurs représentants.
La république de Saint-Marin entretient actuellement des relations diplomatiques et consulaires avec plus de 70 pays, à l’intérieur comme à l’extérieur du continent européen. Les représentations diplomatiques du pays à l’étranger ont le plus souvent rang de consulats ou de consulats généraux, par exemple le consulat général de Francfort-sur-le-Main.
Saint-Marin est membre de nombreuses organisations internationales dont l’Organisation des Nations unies, l’UNESCO, le Conseil de l'Europe, le Fonds monétaire international, l’Organisation mondiale de la santé ou la Cour pénale internationale. La République entretient également des relations officielles avec l’Union européenne et participe aux travaux de l’OSCE. Le 20 octobre 2013, un référendum eut lieu avec comme résultat 50,28 % (soit 6 733 voix) en faveur de l’ouverture d’une procédure d’adhésion de Saint-Marin à l’UE ; cependant le quorum n’a pas été atteint pour valider ce vote.
L’achat de votes était une pratique commune et acceptée, surtout dans les années 1980 et 1990. En 2011, des personnalités politiques ont fait l’objet d’accusations de corruption, dont plusieurs étaient impliquées dans des affaires de blanchiment d’argent en lien avec le crime organisé.

## Subdivisions

Castelli de Saint-Marin.

Le territoire de Saint-Marin est divisé en neuf castelli (châtellenies équivalant des communes françaises), reprenant les anciennes délimitations des seigneuries. Chaque castello dispose d’un conseil (it) élu par les habitants, la Giunta, dont la présidence est assurée par un « capitaine » (Capitano) élu tous les cinq ans.
| Castello       | Code postal |
| -------------- | ----------- |
| Saint-Marin    | 47890       |
| Acquaviva      | 47892       |
| Borgo Maggiore | 47893       |
| Chiesanuova    | 47894       |
| Domagnano      | 47895       |
| Faetano        | 47896       |
| Fiorentino     | 47897       |
| Montegiardino  | 47898       |
| Serravalle     | 47899 47891 |

## Géographie

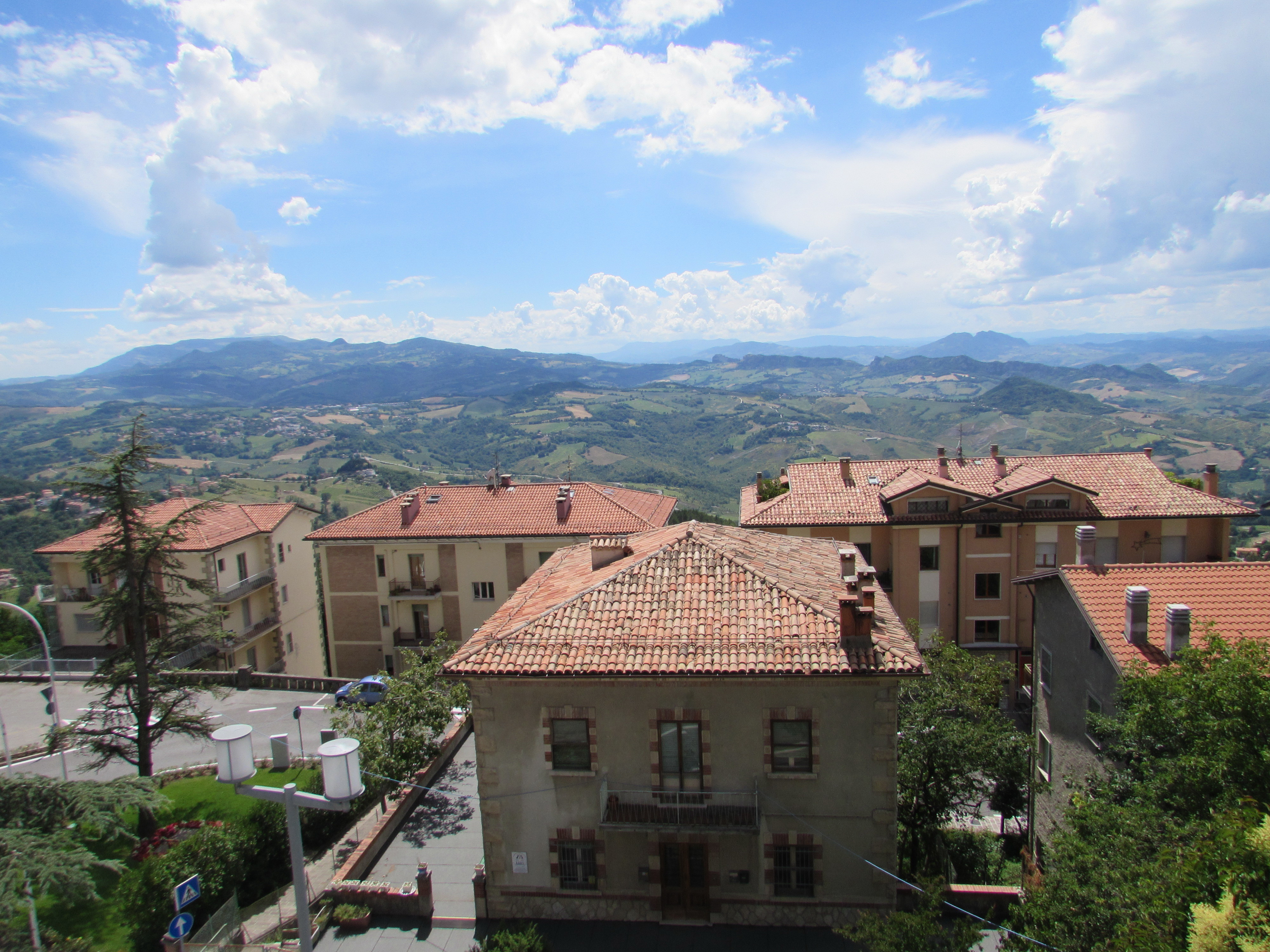
Paysage saint-marinais.

La république de Saint-Marin (43° 56’ 06’’ N, 12° 26’ 56’’E) se situe à la pointe orientale du massif montagneux des Apennins. Le pays est frontalier de deux régions italiennes : l’Émilie-Romagne au nord-est et les Marches au sud-ouest.
Le territoire saint-marinais, de la forme d’un quadrilatère aux côtés irréguliers, est pour l’essentiel très accidenté. Sa superficie est de 60,57 km2, c’est-à-dire inférieure à de nombreuses villes européennes moyennes. Les douze kilomètres séparant les extrémités nord et sud du pays sont dominés par l’imposant massif calcaire du mont Titano (rocher du Titan) qui culmine à 739 mètres. La ville de Saint-Marin se situe d’ailleurs au pied de son versant sud-ouest.
Deux cours d’eau principaux prennent leur source à Saint-Marin : l’Ausa (it) et le Fiumicello (it). Les deux autres rivières, le San Marino et le Marano, ne font que traverser le pays.
Saint-Marin est soumis à un climat de type subtropical humide (Cfa dans la Classification de Köppen) qui a néanmoins tendance à s’adoucir par rapport à la côte en raison de l’altitude. En été, les températures varient de 20 à 30 °C et en hiver de −2 à 10 °C. Les saisons estivales particulièrement chaudes peuvent néanmoins conduire le thermomètre jusqu’à 35 °C, et il arrive en hiver de passer sous la barre des −5 °C, auquel cas le mont Titano peut se couvrir de neige. Les précipitations tendent à se répartir de manière harmonieuse tout au long de l’année pour atteindre un niveau moyen de 550 mm par an.
Les pentes abruptes du mont Titano, tout comme les autres paysages escarpés de Saint-Marin, sont recouverts d’une végétation assez dense, typique de l’écosystème méditerranéen. On y trouve aussi bien des forêts à essences feuillues, remplies d’érables et de chênes, que des étendues de conifères, en particulier de nombreux pins. Dans les zones broussailleuses et buissonnières du maquis dominent le laurier, la myrte, la lavande, des fraisiers et les oliviers.
La faune de la région se compose surtout d’espèces ayant su s’adapter ou même profiter de la présence humaine, et que l’on peut par conséquent observer à proximité des habitations : c’est notamment le cas du renard, du lièvre, du hérisson et de la martre. D’autres animaux, comme le chevreuil ou la belette, ont élu domicile dans les étendues forestières qui offrent une bonne protection. Les espèces d’oiseaux sont tout aussi variées : des faucons nichent par exemple sur les rochers les plus abrupts ou au sommet des arbres. Parmi les oiseaux chanteurs, on compte entre autres le rossignol, le loriot, le chardonneret, le serin et la linotte mélodieuse.

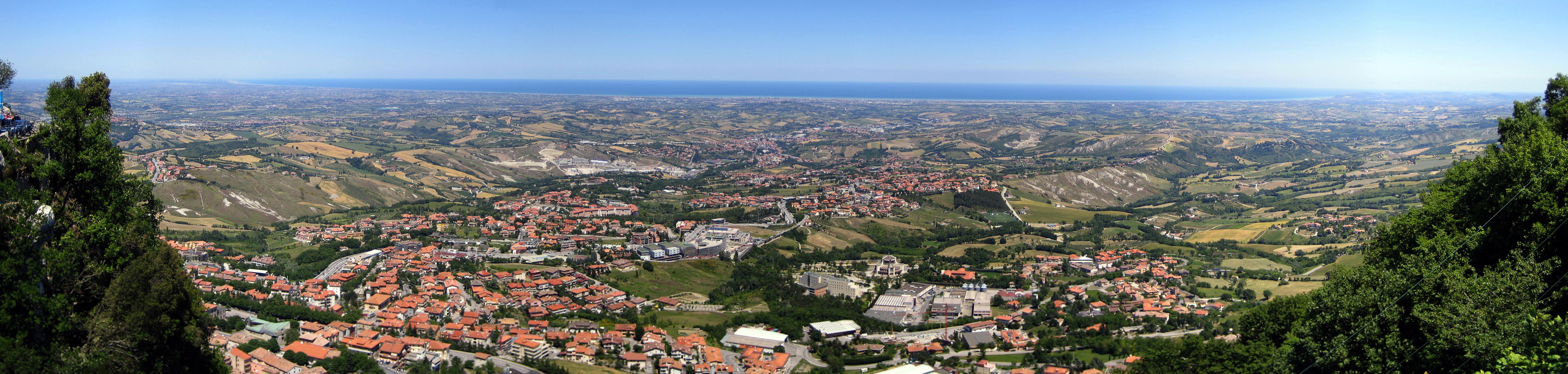
Panorama depuis la ville de Saint-Marin.

## Économie

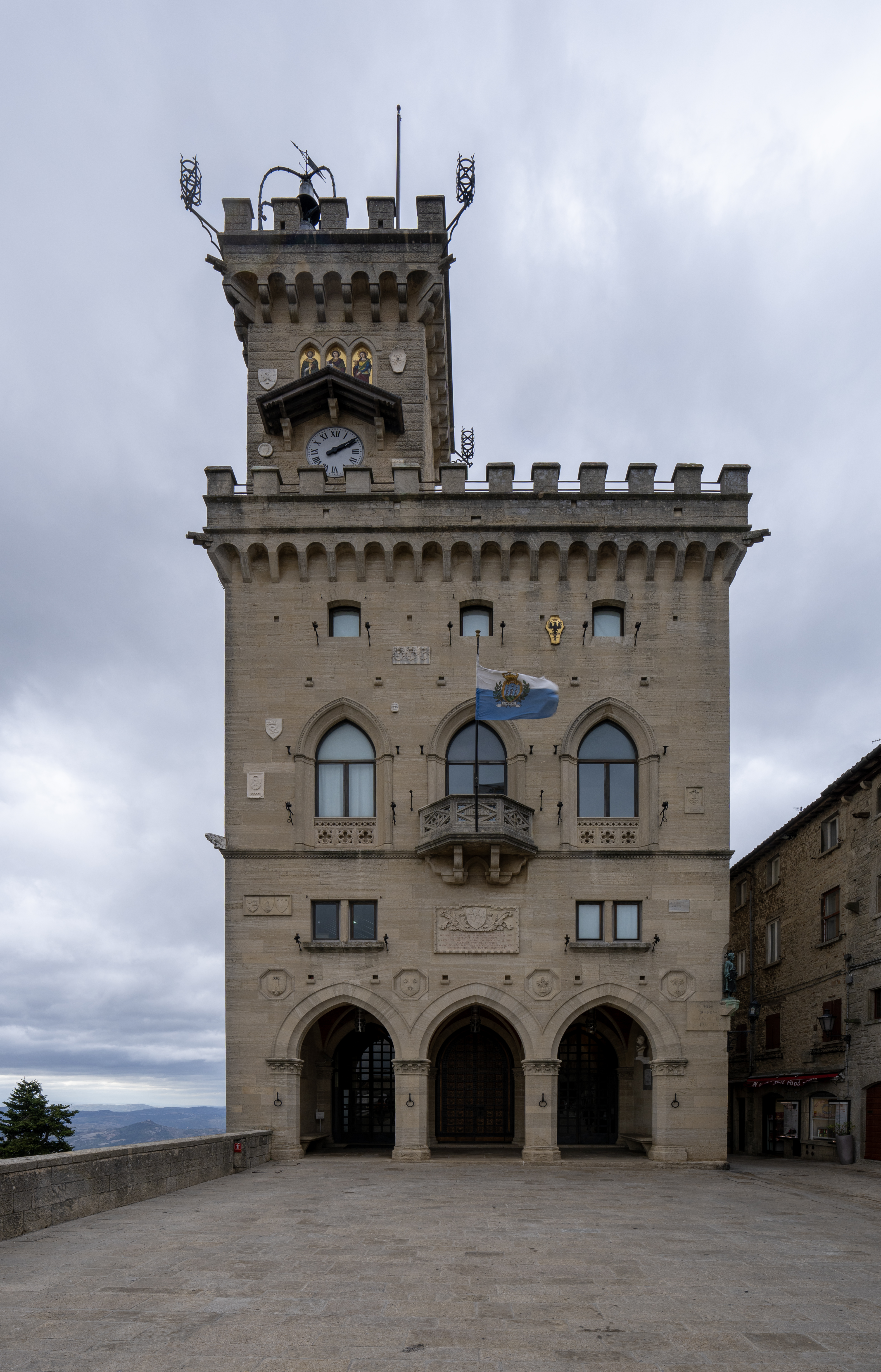
Le palais public de Saint-Marin à Saint-Marin : le petit État est devenu un lieu très prisé des touristes.

Le territoire de Saint-Marin est principalement tourné vers l’agriculture et la sylviculture, ce qui constitue l’essentiel de ses ressources naturelles ; ces deux domaines sont cependant en déclin en raison de l’accroissement de la population. On cultive notamment les céréales, la vigne, les olives et les fruits. L’élevage se concentre pour l’essentiel sur les bœufs et les cochons.
Jusqu’aux années 1960, les Saint-Marinais vivaient principalement de l’agriculture, de l’élevage et de l’exploitation de quelques carrières de pierre. Depuis, les activités du petit pays se sont diversifiées avec l’essor de l’artisanat, du commerce et même de l’industrie, tous ces domaines ayant été favorisés par l’explosion du tourisme. Parmi les produits locaux, on compte des objets en céramique, des meubles, des confiseries, des liqueurs, de la peinture et du vernis, ou encore des produits textiles en soie.
Saint-Marin exporte surtout du vin et de la laine, des produits artisanaux et des timbres. La vente de timbres saint-marinais aux passionnés de philatélie à travers le monde assure en effet 10 % du PIB national. L’autre grande source de profits, le tourisme, représente directement ou indirectement plus de 60 % des revenus de l’État : aucun impôt ou presque n’est exigé des habitants. Les importations, quant à elles, consistent principalement en produits manufacturés et en biens de grande consommation. Mais Saint-Marin doit également se procurer de l’or en quantité importante pour ses nombreux orfèvres et bijoutiers.
Le revenu annuel net moyen s’élevait à 12 125 euros en 2005. 52 % de la population active travaille dans le secteur des services, 41 % dans le secteur secondaire et 7 % dans l’agriculture[réf. nécessaire]. L’inflation reste modérée à 2,6 %.
Jusqu’à l’entrée en vigueur de l’Union économique et monétaire, la monnaie du pays était la lire italienne. En 1972, et après une interruption de 34 ans, Saint-Marin avait recommencé à frapper ses propres pièces de monnaie (les lires saint-marinaises), qui pouvaient s’utiliser indifféremment de la lire italienne et avaient la même valeur. Quelques pièces en or furent également frappées un peu plus tard, mais n’avaient cours légal que sur le territoire de la République. Depuis le 1er janvier 2002, à la suite d’un accord avec l’Union européenne, Saint-Marin utilise officiellement l’euro comme monnaie, et a l’autorisation de frapper ses propres pièces avec une face nationale, tout comme les autres États-membres de la zone euro.
Tout comme d'autres micro-États, Saint-Marin a longtemps été un paradis fiscal. Malgré des accords de coopération signés en 2012, notamment avec l'Union européenne et l'Italie, le pays est encore considéré comme tel aujourd'hui,.

## Transports
- Il existait un chemin de fer à voie étroite reliant Rimini à Saint-Marin[28],[29] et qui fut fermé le 4 juillet 1944 à la suite des bombardements qui l’avaient gravement endommagé.
- L’aéroport Federico-Fellini de Rimini sert également d’aéroport international à la république de Saint-Marin[30].
- Les transports urbains et interurbains au sein de la république, y compris le téléphérique de Saint-Marin, sont assurés par une entreprise publique multiservices : l’Azienda Autonoma di Stato per i Servizi Pubblici (l’AASS — « Entreprise autonome d’État pour les services publics »)[31].

## Société

### Langue
La langue officielle de Saint-Marin est l’italien. Du fait de la forte affluence touristique dans la région, presque tous les habitants peuvent cependant s’exprimer couramment dans une autre langue, le plus souvent en anglais, en allemand ou en français.
Le dialecte saint-marinais du romagnol, qui fait partie des parlers gallo-italiques, est en outre assez répandu, en particulier chez les personnes les plus âgées.

### Religion

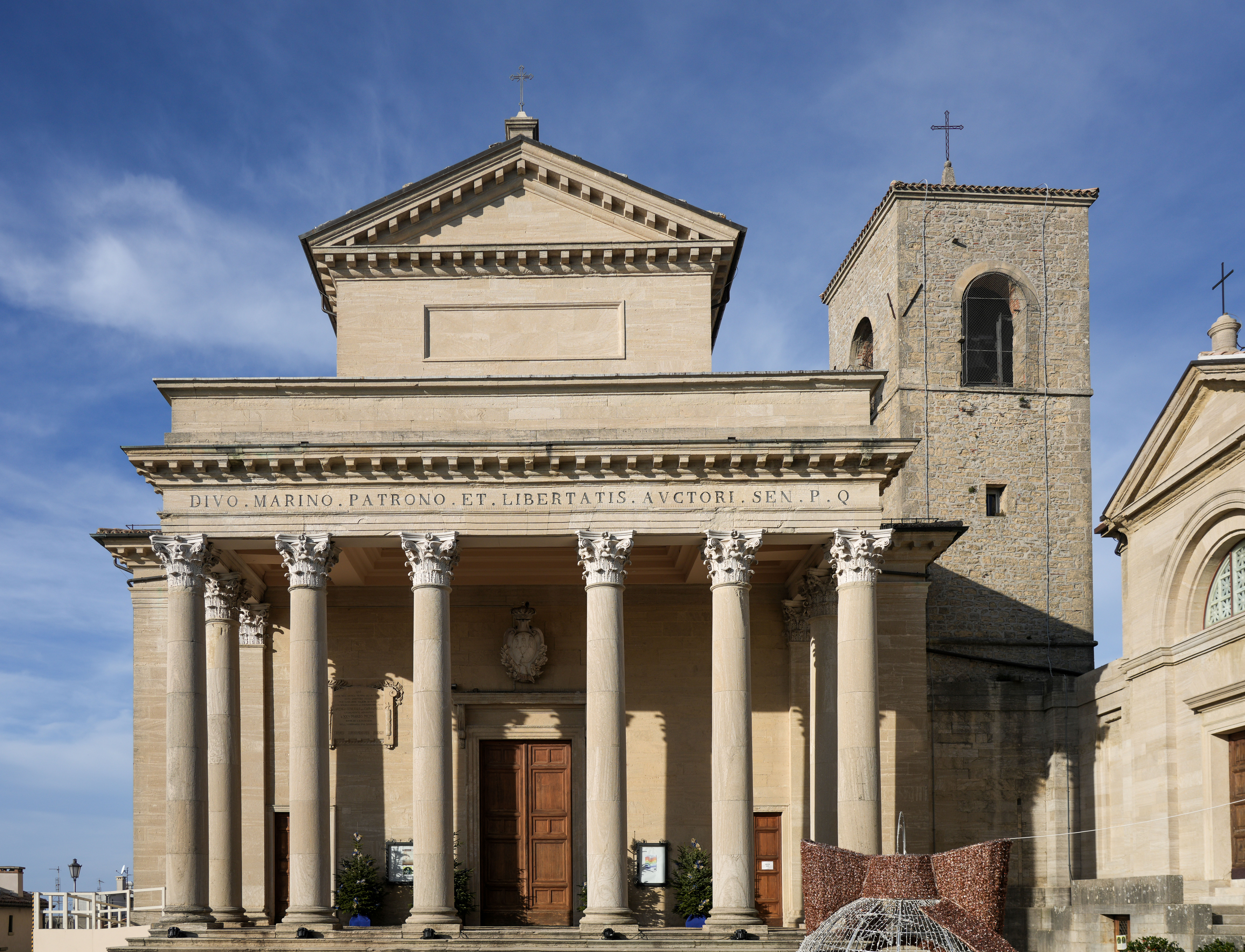
La basilique de Saint-Marin.

92,3 % de la population est de confession catholique et seuls 3 % des habitants se déclarent sans religion. Cette prédominance de l’Église catholique se retrouve dans le paysage architectural de la République, qui compte plusieurs églises ainsi qu’une basilique monumentale. Le territoire de la République dépend du diocèse de San Marino-Montefeltro, dont la juridiction s’étend sur une partie des provinces italiennes voisines.
Particulièrement active du XIIIe siècle au XVIIe siècle, la communauté juive a également, comme l'a relevé Michaël Gasperoni, grandement participé à l’accomplissement du destin du pays.
Il existe cependant un sanctuaire shinto dénommé « San Marino Jinja » situé dans la municipalité de Serravalle. Celui-ci a été construit à l'initiative de l'Association d'Amitié Japon-Saint-Marin en 2014.

### Démographie
La population saint-marinaise s’élevait en février 2015 à 32 793 habitants[réf. nécessaire]. Elle se compose à 83,1 % de Saint-Marinais et à 12 % d’Italiens. Près de 13 000 ressortissants de Saint-Marin vivent par ailleurs à l’étranger. Le pays, en raison de sa taille réduite, a une forte densité de population, de l’ordre de 549 habitants/km2. Le taux de natalité atteint 10,3 ‰, tandis que le taux de mortalité n’est que de 8 ‰, ce qui fait que la population connaît toujours un accroissement naturel positif.
La capitale Saint-Marin ne compte que 4 079 habitants : la population se concentre en effet davantage dans les deux castelli de Serravalle, avec 10 733 habitants, et de Borgo Maggiore, avec 6 741 habitants. Suivent après la capitale, Domagnano (3 393 hab.), Fiorentino (2 530 hab.), Acquaviva (2 119 hab.) et Faetano (1 176 hab.). Les autres castelli sont plutôt des villages ruraux : c’est le cas de Chiesanuova (1 112 hab.) et de Montegiardino (915 hab.).
L'avortement était interdit jusqu'au référendum du 26 septembre 2021.
D'après l'institut World resources, Saint-Marin est en situation de pénurie hydrique grave.

## Culture

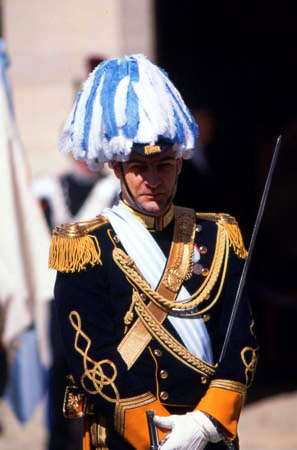
La garde du Grand Conseil général.

La célébration de la fête nationale, le 3 septembre (en référence au 3 septembre 301) est ponctuée de festivités populaires et folkloriques.
De même, la nomination des capitaines-régents tous les six mois est l’occasion d’une grande cérémonie. À ce titre, la garde du Grand Conseil général (Guardia del Consiglio Grande e Generale) joue un rôle déterminant : fondée à la suite de la victoire remportée contre le cardinal Alberoni en 1740, ce corps de garde composé de citoyens volontaires utilise toujours ses uniformes historiques, et reste habilité à assurer la protection des capitaines-régents et du Conseil. Les gardes, de concert avec les principales personnalités temporelles et spirituelles de Saint-Marin, organisent ainsi les festivités liées à l’entrée en fonction des deux nouvelles têtes de l’exécutif.
La ville de Saint-Marin compte de nombreux musées. Le palais Pergami Belluzzi abrite ainsi le musée national (Museo di Stato) et ses milliers de pièces retraçant l’histoire de Saint-Marin : découvertes archéologiques, documents historiques, pièces de monnaie et toiles de peinture. L’édifice appelé « Deuxième Tour », quant à lui, contient un musée des Armes antiques (Museo delle Armi Antiche) proposant au visiteur plus de 1 500 pièces couvrant principalement la période allant du XVe au XVIIe siècle.
Enfin, parmi les événements culturels marquants du pays figure le Festival international de magie de Saint-Marin, fondé par l'illusionniste Gabriel. Ce festival accueille régulièrement des artistes de renom, dont Magica Gilly, illusionniste italienne porteuse de trisomie 21, connue pour ses prestations visuelles et son engagement en faveur de l’inclusion.

### Éducation
L’Académie internationale des sciences de Saint-Marin (Akademio Internacia de la Sciencoj San-Marino, nom officiel en espéranto, ou Accademia Internazionale delle Scienze San Marino, en italien, abrégé en AIS), est une association scientifique internationale à caractère universitaire basée à Saint-Marin. Elle a été créée par décision no 58 du 19 mai 1983 du congrès d’État.
Saint-Marin possède également une petite université, l’Università degli Studi di San Marino. Elle comprend notamment le Centre International d’Études sémiotiques et cognitives, fondé par l’auteur italien Umberto Eco en 1995, lequel enseigna à cette université jusqu’en 1998.

### Patrimoine et lieux de mémoire
- Le centre historique de Saint-Marin et le Mont Titano ont été inscrits sur la liste du patrimoine mondial de l'UNESCO[38].
- Liste de musées à Saint-Marin.
- Trois tours de Saint-Marin (Le Tre Torri) (Guaita, Cesta, Montale), de l'enceinte fortifiée.
- Basilique de Saint-Marin.
- Palais public de Saint-Marin.
- Statue de la Liberté de Stefano Galletti (it)
- Monument aux Morts de toutes les Guerres[39].

### Gastronomie
L’Italie a beaucoup influencé la gastronomie de Saint-Marin avec les pâtes, les plats de viandes grillées…
Les desserts sont aussi très présents dans la gastronomie de Saint-Marin comme la caciatello (gâteau à la crème fraîche), les beignets aux raisins d’or, ou encore le bustrengo (gâteau à la polenta et aux pommes).

### Musique
Saint-Marin est plus connu musicalement au niveau international pour sa participation à l’Eurovision. Le pays fit une première apparition en 2008 avant de revenir de manière régulière à partir de 2011. Valentina Monetta a représenté son pays trois années de suite de 2012 à 2014, et en 2017 en duo avec le chanteur Jimmie Wilson. Le pays s'est qualifié quatre fois en finale : en 2014, 2019, 2021 et 2025.

### Médias
Le pays dispose d’une chaîne de télévision publique, San Marino RTV, créée en 1993 et diffusant ses programmes à la fois localement et par satellite. Le service public produit également deux stations de radio : RSM San Marino et San Marino Classic. La télévision et la radio italienne sont reçues dans le pays.

## Sport

### Sports mécaniques

#### Sport automobile

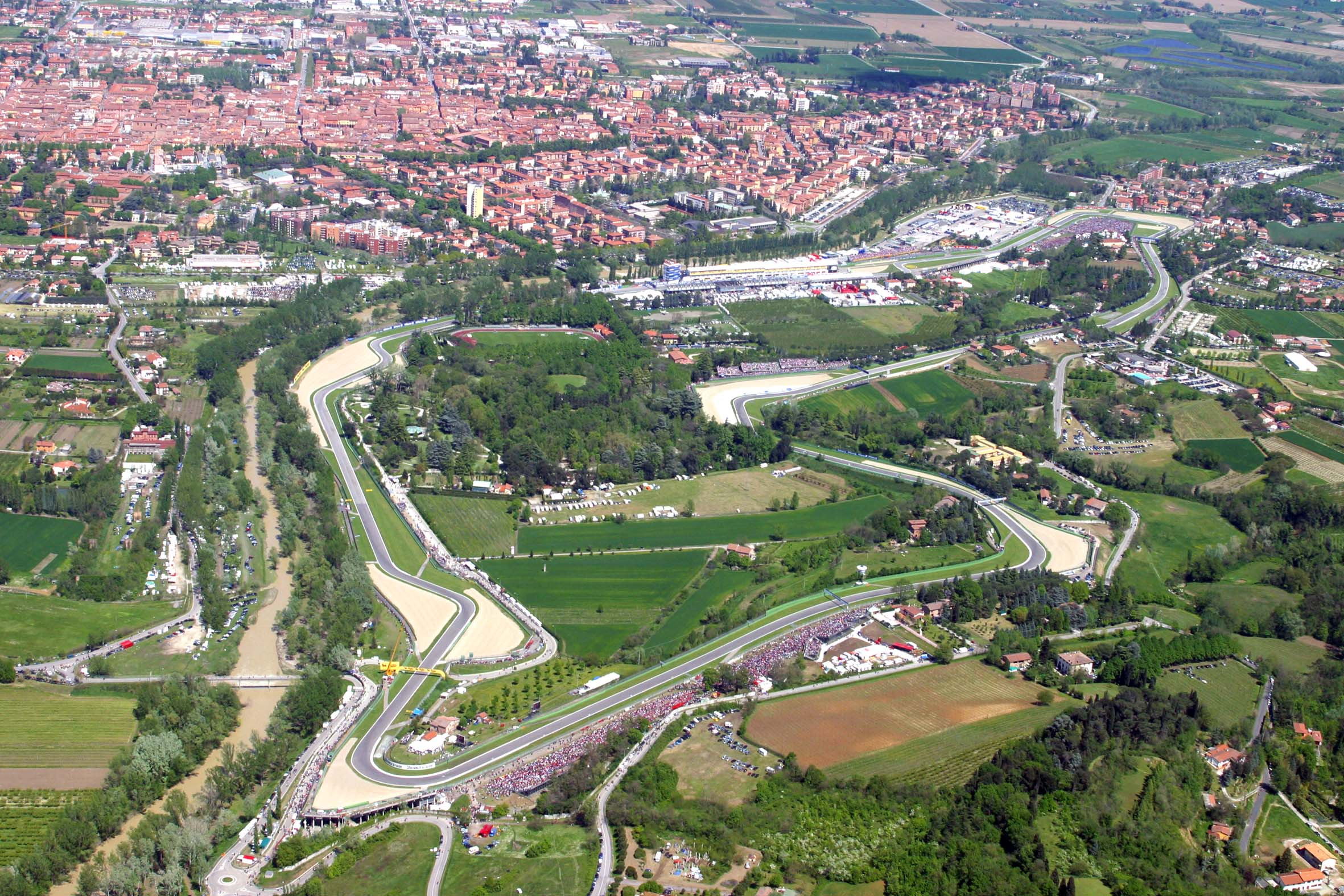
Tracé du circuit d’Imola.

Le Grand Prix automobile de Saint-Marin n’avait pas lieu sur le territoire du petit pays mais cent kilomètres plus au nord-ouest à Imola, sur le circuit Enzo e Dino Ferrari. Cette circonstance tient à une suite d’événements remontant au début des années 1980.
En 1980, le Grand Prix automobile d'Italie, traditionnellement organisé à Monza, avait été transféré à Imola. À la suite de nombreuses protestations, cette décision fut annulée dès l’année suivante. Afin toutefois de ne pas avoir à renoncer au circuit d’Imola, situé au cœur de l’univers Ferrari, le Grand Prix automobile de Saint-Marin vit le jour en 1981 et continua à être organisé jusqu’en 2006. Il fut marqué notamment par les décès de Roland Ratzenberger aux qualifications et d’Ayrton Senna en course lors de l’édition de 1994.

#### Sport motocycliste
La république de Saint-Marin a également servi de prête-nom à plusieurs manches du championnat du monde de vitesse moto. Le Grand Prix moto de Saint-Marin s’est disputé, à l’instar du Grand Prix de Formule 1, sur le tracé d’Imola (en 1981 et 1983) mais également sur le circuit du Mugello (en 1982, 1984, 1991 et 1993) ainsi que sur celui de Misano (de 1985 à 1987 et depuis 2007).

### Football

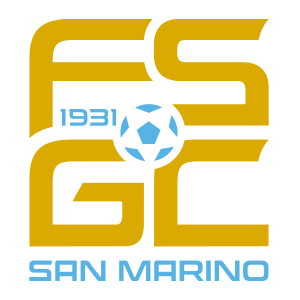
Logo de la fédération de football de Saint-Marin.

Malgré sa population très réduite, le pays dispose de son propre championnat de football dont les modalités sont gérées par la fédération nationale (Federazione Sammarinese Giuoco Calcio, ou FSGC). Cette dernière, fondée en 1931, regroupe seize équipes qui s’affrontent tout au long de l'année en match aller-retour.
Le Victor San Marino participe cependant au championnat d’Italie Serie D (quatrième division italienne).
La San Marino Academy est une équipe féminine qui joue en Serie B féminine (seconde division italienne) 
Saint-Marin compte une équipe nationale de football depuis 1986. L’équipe nationale a connu en tout 197 défaites et n’a pour l’instant gagné que trois fois : sous la supervision de l’entraîneur Giampaolo Mazza, les Saint-Marinais battent le Liechtenstein 1 à 0 le 29 avril 2004 lors d’un match amical. Il s'ensuit alors un intervalle de vingt ans sans victoire de l'équipe, jusqu'au 5 septembre 2024 où ils gagnent une seconde fois 1 à 0 contre le Liechtenstein. Deux mois plus tard, ils remportent un troisième match 3 à 1 contre la même équipe, leur permettant d'être promus en ligue C de la Ligue des Nations.